# セントルイス (軽巡洋艦)
セントルイス (英語: USS St. Louis, CL-49) は、アメリカ海軍の巡洋艦。セントルイス級軽巡洋艦 (St. Louis-class Light cruiser) の1番艦。艦名はミズーリ州セントルイスに因む。その名を持つ艦としては5隻目。

## 艦歴
セントルイスは1936年12月10日にバージニア州ニューポート・ニューズのニューポート・ニューズ造船所で起工した。「セントルイス」と姉妹艦「ヘレナ (USS Helena, CL-50) 」の起工は、ロンドン海軍軍縮条約により大日本帝国にも通知された。1938年4月15日にナンシー・リー・モリルによって命名・進水し、1939年5月19日に艦長チャールズ・H・モリソン大佐の指揮下で就役した。

### 太平洋戦争以前
同年10月6日に調整を終えた「セントルイス」は、ノーフォークを母港とし、西インド諸島において中立パトロールを11ヵ月にわたって実施した。1940年9月3日、レンドリース法の結果、イギリス海軍に貸与された駆逐艦と引き換えに獲得した、ニューファンドランド島と英領ギアナの海軍および空軍基地の点検を行い、10月27日にノーフォークに戻った。
11月9日、「セントルイス」はノーフォークを出港して太平洋に向かい、5日後のパナマ運河を通過して12月12日に真珠湾に到着した。1940年冬から1941年にかけて艦隊運動に加わった後、メア・アイランド海軍造船所に回航されオーバーホールに入った。6月20日に真珠湾に戻り、ハワイ水域での活動を再開した。
2ヵ月後、「セントルイス」は戦闘艦隊の他の巡洋艦と共に西方に向かい、ミッドウェー島、ウェーク島およびグアムを経てマニラに到着した。9月下旬に真珠湾に戻った後、9月28日に整備のため真珠湾海軍工廠に入渠した。

### 太平洋戦争
1941年12月7日（日本時間12月8日）の真珠湾攻撃当日、最新鋭艦の「セントルイス」は、真珠湾海軍基地の南東入江に位置する海軍工廠に係留されており、反対側には重巡「ニューオーリンズ (USS New Orleans, CA-32) 」が停泊していた。
7時56分、南雲機動部隊から飛来した日本機が「セントルイス」の上空を通過した。「セントルイス」は戦闘配置を令して8時6分までの間に、早くも反撃に打って出た。8時20分に九七式艦上攻撃機の撃墜を記録したのに続き、9時までにもう1機の艦攻撃墜を記録した。海軍工廠は、南雲機動部隊・第二次攻撃隊の九九式艦上爆撃機（二航戦所属部隊）の目標になった。9時20分、隣に停泊していた僚艦「ホノルル (USS Honolulu, CL-48) 」に至近弾があった時、ジョージ・A・ルード大佐（セントルイス艦長）は自艦が跳ね上がったように感じたという。繋留中に魚雷と爆弾を浴びて損傷した姉妹艦「へレナ」を後に残し、「セントルイス」は外洋にむけて出港することにした。9時31分、係留地を離れ、15分の間に6インチ砲が稼動できる状態にした。前方では、バトルシップ・ロウから外洋にむけて移動中の戦艦「ネバダ (USS Nevada, BB-36) 」が艦爆に襲われて大破し、水路の閉塞を避けるためホスピタル岬で自ら座礁していた。
午前10時、「セントルイス」が湾口に出た際、真珠湾から脱出する連合国軍艦艇を狙って待ち伏せしていた日本海軍の特殊潜航艇の目標となった。これは潜水艦「伊16」から発進した甲標的（16号艇：艇長横山正治中尉、艇付上田定二曹）だったという。「セントルイス」は辛うじて回避に成功した。横山艇から発射された最初の魚雷は水面に飛び出し、2本目の魚雷も水面を航走してサンゴ礁に激突、爆発した。魚雷を発射して軽くなった甲標的が浮上すると、「セントルイス」は右舷の5インチ砲などで応戦した。このあと横山艇は行方不明となった。
甲標的の攻撃を乗り切った「セントルイス」は、遅れて出港してきた軽巡洋艦「フェニックス (USS Phoenix, CL-46) 」「デトロイト (USS Detroit, CL-8) 」および駆逐艦群とともに、ハワイ南西洋上にいると思われた南雲機動部隊の索敵に出撃した。想定と異なり南雲機動部隊はハワイ北方にいたので収穫はなく、「セントルイス」は12月10日に真珠湾に帰投した。真珠湾攻撃で被害を受けなかった「セントルイス」は、周囲から「ラッキー・ルー」とのあだ名がつけられた。

#### 1942年
1942年1月6日、「セントルイス」と重巡「ルイスヴィル (USS Louisville, CA-28) 」などは空母「ヨークタウン (USS Yorktown, CV-5) 」基幹の第17任務部隊（司令官フランク・J・フレッチャー少将）とともにサンフランシスコを出港し、1月20日から24日まで防衛増強のため送り込まれる海兵隊をサモアまで輸送する。パゴパゴで海兵隊を下ろした後、第17任務部隊は空母「エンタープライズ (USS Enterprise, CV-6) 」基幹の第8任務部隊（司令官ウィリアム・ハルゼー中将）と合同し、日本軍の根拠地の一つであるマーシャル諸島に一太刀浴びせようと計画した。この攻撃が成功すると、日本の南方作戦のスピードが幾分か弱まり、アメリカの士気がいくらか上がると予想された。第17任務部隊はブタリタリ・ジャルート環礁・ミリ環礁への攻撃に向かい、第8任務部隊は強力な敵が待ち構えていると考えられたクェゼリン環礁、マロエラップ環礁に向かった。両任務部隊は2月1日に攻撃し、軽微な損害を受け戦果も芳しくなかったとはいえ、奇襲に成功して2月7日に真珠湾に帰投した（マーシャル・ギルバート諸島機動空襲）。
真珠湾へ帰投後、「セントルイス」はハワイとカリフォルニア間の輸送船団の護衛を行った。春になり、ニューヘブリディーズ諸島へ往復した後、日本軍の進攻から脱出してアメリカに亡命したコモンウェルス大統領マニュエル・ケソンが乗船した輸送船「プレジデント・クーリッジ (SS President Coolidge) 」を護衛。5月8日にサンフランシスコに到着して、翌日真珠湾に引き返していった。真珠湾に戻ると、「セントルイス」は日本軍の進攻が予想されたミッドウェー島に海兵隊の飛行機と人員を緊急輸送する部隊に編入され、輸送任務終了後は第8任務部隊に加わってアリューシャン列島方面に移動した。
5月31日、「セントルイス」はコディアックに到着し、アラスカ半島南部海域での哨戒を7月まで行った後、日本軍の進撃を妨害するため西方に移動した。8月3日に本艦および重巡「インディアナポリス (USS Indianapolis, CA-35) 」や「ルイビル (USS Louisville, CA-28) 」などからなる艦隊はコディアックを出撃し、7日にキスカ島に対する艦砲射撃を行った。この艦砲射撃による日本側の被害は水上戦闘機1機破損、戦死者2名であった。その後もアリューシャン方面での哨戒を続け、アダック島の確保を支援した。10月25日、「セントルイス」はダッチハーバー経由でサンフランシスコに向かい、メア・アイランド海軍造船所でオーバーホールに入った。

#### 1943年
12月4日、オーバーホールを終えた「セントルイス」はニューカレドニア行きの輸送船団を護衛してサンフランシスコを出港した。12月21日、輸送船団はヌメア到着の予定を変更してエスピリトゥサント島に到着する。本艦はウォルデン・L・エインズワース少将が率いる第67任務部隊 (Task Force 67) の指揮下に入り、終局を迎えつつあったガダルカナル島攻防戦に参加した。ガダルカナル島への輸送船団を護衛したあと、第67任務部隊は中部ソロモン諸島に向かう。1943年1月から「東京急行」を脱線させる一環として、ニュージョージア島ムンダとコロンバンガラ島ヴィラ・スタンモーア地区に艦砲射撃を行うことになった。
1月4日夜、旗艦「ナッシュビル (USS Nashville, CL-43) 」は大型軽巡2隻（ヘレナ、セントルイス）および駆逐艦2隻とともに、ニュージョージア島ムンダの日本軍航空基地に対して艦砲射撃を敢行した。だが支援部隊と合流して避退中、ブインから飛来した九九式艦上爆撃機と零式艦上戦闘機の空襲を受ける。軽巡「ホノルル」が至近弾3発を受け、ニュージーランド海軍の軽巡「アキリーズ (HMNZS Achilles) 」が直撃弾をうけて戦線離脱を余儀なくされた。
連合国軍の巡洋艦戦隊はこのような砲撃や牽制を約5ヵ月間にわたって繰り返し行い、同時に「ザ・スロット」と呼ばれたニュージョージア海峡の哨戒も行った。これらの動きは、日本軍にこの方面への増援部隊の投入を決心させた。6月30日より、中部ソロモン諸島でニュージョージア島の戦いが始まる。7月4日、「セントルイス」は第36.1任務群（ヴォールデン・L・エインスワース少将）に加わり、ニュージョージア島上陸部隊を護衛して大型軽巡3隻（セントルイス、ホノルル、ヘレナ）および第21駆逐群とともにクラ湾に向かった。陸上部隊を上陸させた後、第36.1任務群はバイロコの飛行場を砲撃した。しかしこの時、スコールに紛れて外南洋部隊増援部隊の一隊がコロンバンガラ島への輸送のため接近していた。第22駆逐隊司令金岡国三大佐が指揮する輸送隊（長月、皐月、新月、夕凪）は魚雷を発射した後、スコールと闇に紛れて去っていった。この魚雷のうち、1本が前衛の駆逐艦「ストロング (USS Strong, DD-467) 」に命中し、その上に日本軍守備隊の重砲射撃も受けて、「ストロング」は沈没した。第36.1任務群は「ストロング」乗組員を救助してガダルカナル島沖に引き返したが、南太平洋部隊司令官ウィリアム・ハルゼー大将から別の「東京急行」の出発を知らされクラ湾に急行した。
7月6日夜、第36.1任務群はニュージョージア島北方海域を航行中、輸送作戦中の外南洋部隊増援部隊と遭遇した。このクラ湾夜戦における連合国軍大型軽巡3隻（セントルイス、ホノルル、ヘレナ）は、外南洋部隊増援部隊の駆逐艦3隻（新月、涼風、谷風）に対して砲撃を開始、「新月」に火災を発生させて撃沈した。ところが「新月」に気を取られ過ぎて「涼風」と「谷風」の雷撃を喰らい、姉妹艦「ヘレナ」に酸素魚雷が命中して沈没した。第36.1任務群は態勢を立て直すため引き返した。

#### コロンバンガラ島沖海戦（コロンバンガラ海戦）

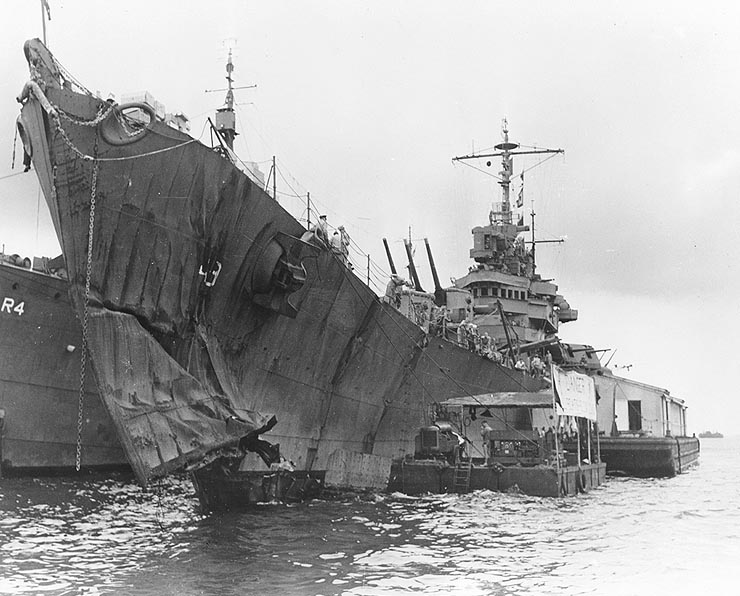
コロンバンガラ島沖海戦で艦首を損傷した「セントルイス」

一週間後、沈没した「ヘレナ」に代わってニュージーランド海軍の軽巡「リアンダー (HMNZS,  Leander) 」を編入した第36.1任務群は前衛に第21駆逐群、後衛に第12駆逐群を従えて、「東京急行」を脱線させるためツラギ島からコロンバンガラ島近海に急行した。真夜中になり、ニュージョージア海峡で第36.1任務群と、外南洋部隊増援部隊の警戒隊（軽巡「神通」、駆逐艦「三日月」「清波」「雪風」「浜風」「夕暮」）が夜戦を繰り広げる。
最初の交戦で警戒隊の軽巡洋艦「神通」（二水戦司令官・伊崎俊二少将）が一方的に撃たれて沈没し、第36.1任務群も「リアンダー」が魚雷の命中で落伍した。続く2回目の交戦で、「ホノルル」はレーダーで探知した目標の識別が出来ず、その間隙を突いて日本側警戒隊の駆逐艦群に酸素魚雷を発射された。「セントルイス」の艦首に魚雷1本が命中、損傷した。「ホノルル」も艦首と艦尾に魚雷が命中（艦尾は不発）して損傷、駆逐艦「グウィン (USS Gwin, DD-433) 」は魚雷命中により炎上、沈没した。
第36.1任務群は13日午後にツラギ島に後退する。「セントルイス」は応急修理を受けるためエスピリトゥサント島に向かった。工作艦「ヴェスタル (USS Vestal, AR-4) 」から応急修理を受けた後、メア・アイランド海軍造船所に回航されて本格的な修理が行われた。修理完了後、「セントルイス」は11月中旬にソロモンの戦線に戻り、11月20日から25日までブーゲンビル島の戦いに参加し、上陸部隊を援護した。12月にも砲撃を行った後、1944年1月にはショートランド諸島に対して砲撃。タロキナ岬に上陸する増援部隊の援護を行った後の1月10日、フロリダ諸島に帰投した。

#### 1944年
2月に入り、「セントルイス」は北部ソロモン諸島およびビスマルク諸島方面に出動した。2月13日、グリーン諸島への上陸支援のため、ブカ島とニューアイルランド島セント・ジョージ岬間の海域を哨戒した。翌2月14日18時55分、「セントルイス」の任務群は6機の九九式艦爆の攻撃を受けた。6機の九九式艦爆は1機を失い、任務群の後方を通過した後、東南方から攻撃を仕掛けてきた。3機と2機のグループに分かれたあと、2機のグループは「セントルイス」に向かってきた。最初の九九式艦爆は3発の爆弾を投じてきたが、すべて外れた。2番目の九九式艦爆も同じく3発の爆弾を投じ、1発が「セントルイス」の左舷側艦尾に命中した。爆弾は40ミリ機関砲砲架を突き破って乗組員居住区で爆発し、23名が戦死して30名の重軽傷者を出した。火災も発生したが、すぐに消し止められた。観測機は使用不能となり、換気装置と後部機関室も損傷して速力が18ノットまでしか出せなくなった。「セントルイス」は翌日にも別の空襲を受けたが、これは無事切り抜けた。パーヴィス湾で爆弾命中箇所の修理を受けた。
3月に修理完了後、「セントルイス」は5月までソロモン方面で行動し、6月4日にマーシャル諸島に移動してサイパン攻略の第52任務部隊に加わり、6月10日に出撃した。4日後、サイパン島南方洋上に到着し、翌15日からチャランカロア地域に対して艦砲射撃を臨機応変に行った。6月16日にはグアム沖に移動し、アサン・ビーチを砲撃。砲撃後の6月17日、サイパン島北方海域に移り、マリアナ沖海戦に備えた。6月22日にサイパン島沖に戻った後、補給部隊を2日間護衛してマーシャル諸島に帰投した。
7月14日、「セントルイス」は再びマリアナ諸島に向かった。翌日、3番プロペラを破損し、シャフトが12メートルにわたって折れてしまった。しかし、損傷をそのままにし、2日後に予定通りグアム沖に到着した。その日の午後に行われた水中爆破を援護し、7月21日の上陸を助けた。7月29日まで支援任務に就いた後真珠湾に向かった。その後、オーバーホールのためカリフォルニアに回航された。修理が終わった「セントルイス」は10月中旬にハワイに戻り、月末まで訓練を行った後、ウルシー環礁に移動。その後駆逐艦「ニコラス (USS Nicholas, DD-449) 」「テイラー (USS Taylor, DD-468) 」の護衛を受けてコッソル水道に向かったが、その途中の11月12日に「ニコラス」が潜水艦「伊38」を撃沈した。その後コッソル水道に到着した「セントルイス」はレイテ湾に移動した。

#### 神風

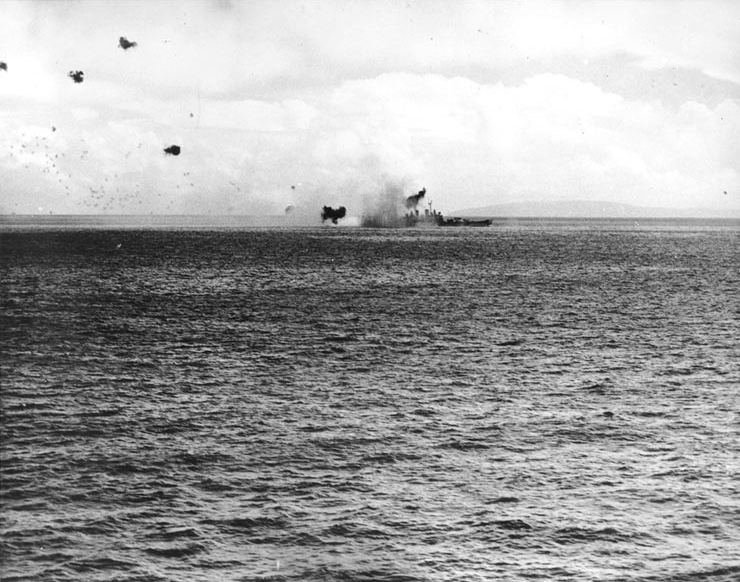
神風攻撃を受ける「セントルイス」。1944年11月27日

次の10日間、「セントルイス」はスリガオ海峡を中心に対空哨戒を行った。11月27日の正午前、「セントルイス」らの部隊は神風特別攻撃隊春日隊および陸軍特別攻撃隊八紘隊の攻撃を受けた。「セントルイス」は最初の攻撃を簡単な反撃のみでかわしつつ、味方飛行機の空中援護を求めた。11時30分、新手の神風が3手に別れて攻撃を行い、11時38分に九九式艦爆と認識された神風が「セントルイス」の左舷側から突入し、艦尾に命中。格納庫で爆発して火災が発生し、この攻撃で7名から10名の20ミリ機銃員が戦死するか負傷した。11時39分には2機目の神風が左舷真横に向かって突入してきたが、「セントルイス」は全速力でこれを避け、この神風は4番砲塔の上を通り抜け、91メートル離れた海中に墜落した。
11時46分の時点では味方の援護は未だ来ず、11時51分にはさらに2機の神風が燃えながら「セントルイス」に向かってきた。1機目は船体をかすめて海中に突っ込んだが、2機目は突入に成功して船腹の装甲を6.1メートルにわたって引き裂き、船体に無数の穴を開けた。12時10分にも別の神風の攻撃を受けたが、後方370メートルの地点に撃墜された。10分後、「セントルイス」はPTボートから雷撃機の接近を警告され、攻撃を回避して1機を撃墜した。12時36分までには攻撃は途絶え、30分後には全ての火災は消し止められ、後片付けが始まった。「セントルイス」は一連の攻撃で15名が戦死し、21名の重傷者と22名の軽傷者を出し、重傷者のうちの1名は後に死亡した。翌11月28日、「セントルイス」から負傷者が運び出され、サンペドロ湾で仮修理の後11月30日に出港してカリフォルニアに向かい、12月の終わりごろに到着した。

#### 1945年
1945年3月1日、修理を終えた「セントルイス」はカリフォルニアを去り、3月中旬にはウルシーに到着して第58任務部隊（マーク・ミッチャー中将）に加わった。「セントルイス」は沖縄戦の前哨として陸上砲撃を行う第54任務部隊に合同し、掃海艇と水中爆破班の援護を行った。3月26日0932、重巡「ウィチタ (USS Wichita, CA-45) 」の見張りが潜望鏡を発見し、やがて魚雷が発射された。「ウィチタ」は右方向に転舵して魚雷を回避した。また、「セントルイス」も魚雷の航跡を発見するが、命中することはなかった。この潜水艦は「呂49」で、護衛部隊は爆雷攻撃を行ったが、沈めることはできなかった。「セントルイス」は3月31日に前進基地の慶良間列島に到着して補給と整備を行い、4月1日の上陸作戦当日には読谷村の一角に対して攻撃を行った。
5日後、「セントルイス」は硫黄島沖に向かい、掃海艇の作業を支援した後沖縄沖に戻り、火力支援と対空防御の任務を再開した。5月18日、レイテ湾に移動して整備の後、6月中旬に沖縄沖に戻って支援任務を続行した。7月25日、第95任務部隊（フランシス・S・ロウ少将） に加わり、7月28日からの東シナ海での作戦で、中国本土の日本軍施設に対する空母艦載機の攻撃を支援した。8月上旬に中城湾に帰投し、8月15日の終戦も同所で迎えた。
「セントルイス」は第二次世界大戦の戦功で11個の従軍星章を受章した。

### 戦後
戦争終結後も、「セントルイス」は2ヵ月半にわたって極東水域で行動した。8月下旬、フィリピンにおいて長江警備を担当する第73任務部隊が編成された際、中城湾に停泊中だった。10月に入って上海に移動し、10月中旬に行われた国民革命軍の台湾進駐を支援した。
その後、「セントルイス」は復員兵輸送のマジック・カーペット作戦に参加し、11月9日にサンフランシスコに到着して最初の輸送を終えた。以後、1946年1月中旬まで、太平洋の中部および南西部の島々から復員兵を輸送した。1946年2月上旬、東海岸に移動し、2月25日にフィラデルフィアに到着して不活性化工事を受けた。6月20日に退役したセントルイスはリーグ島に係留され第16予備役艦部隊に編入された。
1950年代に入ってアメリカはブルックリン級軽巡を南米諸国（アルゼンチン、ブラジル、チリ）に譲渡する。「セントルイス」はブラジルへ譲渡されることとなり、1951年1月22日限りで除籍された。1月29日、「セントルイス」はブラジル海軍で「タマンダーレ (Tamandare, C-12) 」と改名されて再就役した。「タマンダーレ」は1976年に除籍され、4年後の1980年に売却されて解体のため台湾に曳航される途中の8月24日、南緯38度48分 西経01度24分 / 南緯38.800度 西経1.400度の喜望峰沖で沈没した。